# Magstatt-le-Haut
Magstatt-le-Haut – miejscowość i gmina we Francji, w regionie Grand Est, w departamencie Górny Ren.
Według danych na rok 1990 gminę zamieszkiwało 210 osób, 54 os./km².